# Ryan Kavanaugh

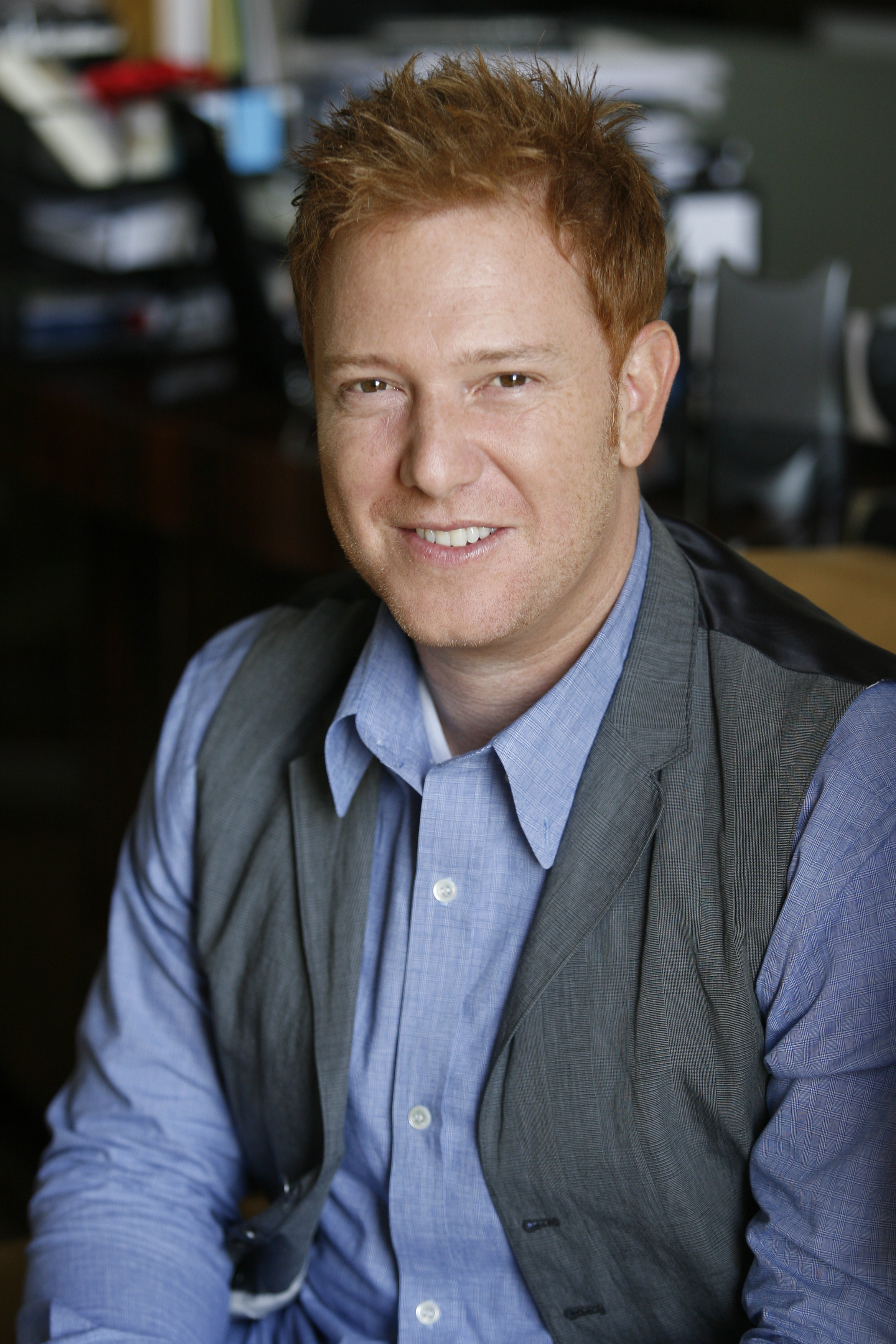
Ryan Kavanaugh (2009)

Ryan Colin Kavanaugh (* 4. Dezember 1974) ist ein US-amerikanischer Filmproduzent und Unternehmer. Er ist Co-Gründer der Produktionsfirma Relativity Media und auch ihr damaliger CEO. Nachdem Relativity Media Insolvenz angemeldet hatte, trat er als CEO zurück und sah sich mehreren Klagen bezüglich seines Managements gegenüber.

## Leben
Nach seinem Abschluss an der University of California, Santa Barbara besuchte Ryan Kavanaugh ab 1997 die UCLA. Da er bereits während seines Studiums immer wieder an der Börse, unter anderem für Dean Witter Reynolds, einem New Yorker Broker-Unternehmen mit Zweigstelle in San Francisco, gearbeitet hatte, brach er sein Studium aber anschließend ab und gründete mit einigen Kommilitonen einen Hedgefonds. Diese lief so erfolgreich, dass er zum Multi-Millionär wurde. Erst nach der Dotcom-Blase und nach den Terroranschlägen am 11. September 2001 und den damit verbundenen Börsencrashs verlor er wieder alles und musste wieder bei seinen Eltern einziehen.
Als sich die Wirtschaft erholte und wieder Geld im Umlauf war, welches nach Investitionsmöglichkeiten suchte, konnte Kavanaugh seine geographische Nähe zu Hollywood nutzen, um seine alten Kontakte mit der Filmwelt zusammenzubringen. Bereits 2004 gründete er seine eigene Produktionsfirma Relativity Media, mit der er Filme wie Zombieland, The Fighter und Ohne Limit produzierte, bevor das Studio im Juli 2015 Konkurs anmelden musste. Häufig tritt Kavanaugh lediglich als Ausführender Produzent auf und selten als eigentlicher Filmproduzent. Laut einer Rangliste von The Numbers der umsatzstärksten Filmproduzenten weltweit erreicht er Platz 227 (Stand 2021).
Ryan Kavanaugh ist Sohn eines deutschen Arztes, der neun Sprachen spricht, das Pharmaunternehmen Merck mit aufbaute und aktuell Vorsitzender eines Pharmaunternehmens ist.
Im Jahr 2006 wurde Kavanaugh verhaftet, nachdem er unter Alkoholeinfluss Auto gefahren und in eine Fahrerflucht verwickelt war. Bis auf die Anklage wegen Trunkenheit am Steuer (die auf eine Anklage wegen "Trunkenheit und Leichtfertigkeit" reduziert wurde) wurden alle Anklagepunkte fallen gelassen. Kavanaugh wurde zu einer Geldstrafe in Höhe von 1404 Dollar, einer Beratung und einem Alkoholaufklärungsprogramm verurteilt und erhielt eine 36-monatige Bewährungsfrist, in der er mit einem Promillewert von 0,0 fahren musste.
Im Jahr 2008 wurde Kavanaugh wegen Geschwindigkeitsüberschreitung und Trunkenheit am Steuer mit Führerscheinentzug verhaftet, während er wegen seiner früheren Verhaftung wegen Trunkenheit am Steuer auf Bewährung war. Kavanaugh bekannte sich schuldig, gegen seine Bewährungsauflagen verstoßen zu haben, und die anderen Anklagepunkte wurden fallen gelassen. Er nutzt jetzt einen Fahrer.
Im Mai 2018 meldete Relativity Media erneut Insolvenz an und arrangierte den Verkauf aller seiner Vermögenswerte. Das Büro des US-Treuhänders argumentierte, dass die Insolvenz offenbar Kavanaugh und dem neuen Käufer UltraV Holdings auf Kosten der Gläubiger von Relativity Media zugutekam. Der Treuhänder erfuhr, dass Kavanaugh sich zwischen April und November 2016 2,6 Millionen US-Dollar gezahlt hatte, während sein Unternehmen weder Insolvenzgebühren zahlte noch Steuererklärungen einreichte. Sie stellten auch die Legitimität des Verkaufs von Relativity Media an UltraV Holdings in Frage, da Kavanaugh weiterhin umfassenden Zugriff auf das Unternehmen hatte, nachdem im Insolvenzantrag angegeben wurde, dass er das Unternehmen bereits verlassen hatte. UltraV Holdings stellte Kavanaugh schnell wieder als Berater für Relativity Media ein und zahlte ihm 10.000 US-Dollar pro Monat.
Im Jahr 2020 reichte die damalige Babysitterin von Kavanaughs neugeborenem Kind eine Klage gegen ihn ein, unter anderem wegen Vertragsbruchs und Nichtbezahlung von Überstunden, und forderte 175.000 Dollar Schadenersatz. Obwohl ursprünglich ein 13-monatiges Arbeitsverhältnis vereinbart worden war, entließ Kavanaugh die Babysitterin nach zwei Monaten abrupt, was er mit "Sorgerechtsproblemen" begründete.

## Filmografie (Auswahl)
- 2007: Chuck und Larry – Wie Feuer und Flamme (I Now Pronounce You Chuck & Larry)
- 2008: The Forbidden Kingdom (功夫之王)
- 2009: A Perfect Getaway
- 2009: Brothers
- 2009: Zombieland
- 2010: Das Leuchten der Stille (Dear John)
- 2010: Spy Daddy (The Spy Next Door)
- 2010: The Fighter
- 2011: Krieg der Götter (Immortals)
- 2011: Ohne Limit (Limitless)
- 2011: Sanctum
- 2011: Take Me Home Tonight
- 2013: Malavita – The Family (The Family)
- 2013: 21 & Over
- 2013: Safe Haven – Wie ein Licht in der Nacht (Safe Haven)
- 2013: Auge um Auge (Out of the Furnace)
- 2014: 3 Days to Kill
- 2014: The Best of Me – Mein Weg zu dir (The Best of Me)
- 2016: The Disappointments Room
- 2018: The Strangers: Opfernacht (The Strangers: Prey at Night)

## Auszeichnungen
- Goldene Himbeere
  - 2008: Schlechtester Film – Chuck und Larry – Wie Feuer und Flamme (nominiert)
  - 2014: Schlechtester Film – Movie 43 (gewonnen)

## Belege
1. ↑  Ryan Kavanaugh (Memento des Originals vom 30. Juli 2021 im Internet Archive)  Info: Der Archivlink wurde automatisch eingesetzt und noch nicht geprüft. Bitte prüfe Original- und Archivlink gemäß Anleitung und entferne dann diesen Hinweis. auf lookupanyone.com (englisch), abgerufen am 17. Januar 2012
2. ↑  „Ryan Kavanaugh“ (Memento vom 15. Juli 2011 im Internet Archive) auf relativitymediallc.com.
3. 1 2  Peter Bart: Ever capable entrepreneur: Hollywood is confused by Kavanaugh but awed by his abilities (Memento vom 16. Februar 2011 im Internet Archive) auf variety.com vom 19. November 2009 (englisch), abgerufen am 22. Juni 2011
4. 1 2 3 4  Sonja Magdevski: „Ryan Kavanaugh: The Fall and Rise“ (Memento vom 10. März 2011 im Internet Archive) auf malibumag.com vom 30. Januar 2009 (englisch).
5. ↑  Ralf Augsburg: Relativity Media beantragen Insolvenz...studio. In: Spielfilm.de. Abgerufen am 13. April 2019.
6. ↑  Ryan Kavanaugh - Box Office. Abgerufen am 3. Dezember 2021.
7. ↑  Catch and Release? Yes, Says Moneyman - The New York Times. 6. Januar 2018, archiviert vom Original am 6. Januar 2018; abgerufen am 2. Dezember 2021.
8. ↑  Financier in Hollywood Strikes Deal in D.W.I. - The New York Times. 24. November 2021, archiviert vom Original am 24. November 2021; abgerufen am 2. Dezember 2021.
9. 1 2  Frank DiGiacomo on Ryan Kavanaugh | Vanity Fair. 17. Januar 2021, archiviert vom Original am 17. Januar 2021; abgerufen am 2. Dezember 2021.
10. ↑  Hollywood Financier Is Arrested Again - The New York Times. 22. November 2021, archiviert vom Original am 22. November 2021; abgerufen am 2. Dezember 2021.
11. ↑  Hollywood executive, financier Kavanaugh sued by babysitter in wage spat. 24. November 2021, archiviert vom Original am 24. November 2021; abgerufen am 2. Dezember 2021.

| Personendaten    | Personendaten                              |
| ---------------- | ------------------------------------------ |
| NAME             | Kavanaugh, Ryan                            |
| ALTERNATIVNAMEN  | Kavanaugh, Ryan Colin (vollständiger Name) |
| KURZBESCHREIBUNG | US-amerikanischer Filmproduzent            |
| GEBURTSDATUM     | 4. Dezember 1974                           |